# Пантелеевская
Пантелеевская — деревня в Вожегодском районе Вологодской области.
Входит в состав Явенгского сельского поселения (с 1 января 2006 года по 9 апреля 2009 года входила в Раменское сельское поселение), с точки зрения административно-территориального деления — в Раменский сельсовет.
Расстояние до районного центра Вожеги по автодороге — 30 км, до центра муниципального образования Базы по прямой — 9 км. Ближайшие населённые пункты — Белавинская, Ходинская, Михайловская, Нефедовская, Улитинская.
По переписи 2002 года население — 26 человек (16 мужчин, 10 женщин). Всё население — русские.

## Упоминания в культуре
В фильме Диверсант 2: Конец войны (2007) Бобриковым было упомянуто имение в деревне Пантелеевская Вологодской области.